# Andy Craig
Andrew Craig, detto Andy (St Helens, 16 marzo 1976), è un ex rugbista a 15 internazionale per la Scozia benché inglese di nascita.

## Biografia
È stato attivo nel ruolo di tre quarti centro; vanta la partecipazione alla Coppa del Mondo di rugby 2003 e, dopo la fine della carriera agonistica, ha avviato un'impresa multiservizi di costruzioni e ristrutturazioni attiva nel Merseyside.